# Казьминка (Ростовская область)
Казьми́нка — хутор в Белокалитвинском районе Ростовской области.
Входит в состав Грушево-Дубовского сельского поселения.

## География
Хутор расположен в 45 км (по дорогам) южнее города Белая Калитва (райцентр), на левом берегу реки Кундрючья.
Рядом проходит граница с Усть-Донецким районом области.

### Улицы
- ул. Восточная,
- ул. Мельничная,
- ул. Набережная.

## Население
| 1989 | 2002 | 2010 |
| ---- | ---- | ---- |
| 145  | ↗149 | ↘119 |